# 1284年
| 千纪： | 2千纪 |
| 世纪： | 12世纪 \| 13世纪 \| 14世纪                                                                                 |
| 年代： | 1250年代 \| 1260年代 \| 1270年代 \| 1280年代 \| 1290年代 \| 1300年代 \| 1310年代                           |
| 年份： | 1279年 \| 1280年 \| 1281年 \| 1282年 \| 1283年 \| 1284年 \| 1285年 \| 1286年 \| 1287年 \| 1288年 \| 1289年 |
| 纪年： | 甲申年（猴年）；元至元二十一年；黄华祥兴六年；越南紹寳六年；日本弘安七年                                   |

## 大事记
- 和禮霍孫、留夢炎等請設科舉，「事雖未及行，而選舉之制已立」，但是終世祖之世，科舉制度始終沒有實行。
- 忽必烈將耽羅（濟州島）歸還高麗。
- 忽必烈派脫歡、平章阿里海牙等人領兵，假稱伐占，實則分道侵越，爆發第二次蒙越戰爭。
- 元軍沿伊洛瓦底江南下，攻佔太公（英语：Tagaung, Mandalay）城。
- 畏兀兒航海家亦黑迷失奉命從泉州出發出使錫蘭。
- 英國國王愛德華一世征服威爾斯全境，頒布盧德蘭法令（英语：Statute of Rhuddlan），使威爾斯成為英格蘭國王的私人封地。
- 8月4日——熱那亞共和國與比薩共和國在第勒尼安海的梅洛里亞小島發生梅洛里亞海戰，戰後熱那亞共和國取得薩丁尼亞、科西嘉島的主權，比薩共和國則從地中海海權強國的名單中除名。
- 在梁贊大公費奧多爾·羅曼諾維奇的提議下，互相敵對的弗拉基米爾-蘇茲達爾大公國、梁贊大公國、斯摩棱斯克公國組成同盟，對抗切爾尼戈夫-布良斯克王公大羅曼·布良斯基與安德列三世的六國聯軍。
- 剑桥大学的第一所学院彼得学院建立。

## 出生
- 4月25日——爱德华二世，英格兰国王（逝世1327年，43岁）